# Richard Roeder

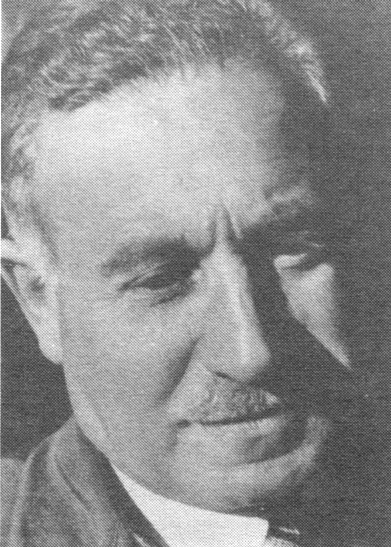
Richard Roeder 1875–1953

Richard Roeder (* 8. April 1875 in Posen; † 25. Februar 1953 in Jerusalem) war ein deutscher Sozialhygieniker, Stadtarzt von Berlin-Treptow und NS-Opfer.

## Leben
Der Kaufmannssohn absolvierte nach Ablegung der Reifeprüfung in Posen von 1892 bis 1897 ein Medizinstudium an der Universität Berlin und wurde nach Studienabschluss zum Dr. med. promoviert und approbiert. Danach folgte bis 1899 seine Assistenzarztzeit am Jüdischen Krankenhaus in Posen. Von 1900 bis 1905 praktizierte er als Allgemeinmediziner in Berlin-Ost. Anschließend war er bis 1923 als Allgemeinmediziner und Frauenarzt in Berlin-Schöneberg tätig, unterbrochen durch Teilnahme am Ersten Weltkrieg als Militärarzt. Verheiratet war er mit Hedwig, geborene Asch (1885–1970), die in Berlin als Kinderpsychotherapeutin sowie Erziehungsberaterin tätig war.
Roeder, der bereits zur Studienzeit der SPD beigetreten war, gehörte zu den Protagonisten der nach der Revolution von 1918/19 stattfindenden „Sozialisierung des Gesundheitswesens“. Er pflegte Freundschaften mit Rosa Luxemburg, Eduard Bernstein, Ignaz Zadek senior und Benno Chajes. Im Sinne eines reformierten Gesundheitswesens setzte er sich unter anderem für die Schaffung von Ambulatorien zur Behandlung kranker Menschen ein, in denen Ärzte selbstverwaltet und gemeinschaftlich präventiv und heilend wirken konnten. Er war Mitglied im Verein sozialistischer Ärzte und später in der Arbeitsgemeinschaft sozialdemokratischer Ärzte. Ab 1923 war er Stadtarzt von Berlin-Treptow und begründete in dieser Funktion Kindertagesstätten.
Zu Beginn der Zeit des Nationalsozialismus wurde er 1933 als Jude und Sozialdemokrat aus dem Amt des Stadtarztes entlassen und mit Berufsverbot belegt. Von 1934 bis 1937 bestritt er seinen Lebensunterhalt als Pharmavertreter. Aufgrund falscher Beschuldigungen war er 1938 kurzzeitig inhaftiert, wurde aber nach Zahlung einer Kaution wieder aus der Haft entlassen. Zu Beginn des Jahres 1939 emigrierte er mit seiner Ehefrau zunächst nach Belgien und dann nach Frankreich. Im August 1940 wurde ihm die deutsche Staatsbürgerschaft aberkannt sowie der Doktortitel entzogen. Während des Zweiten Weltkrieges wurde er von Anfang November 1940 bis Anfang Februar 1941 in Agde und Montpellier interniert. Vom Februar 1941 bis zum Ende der Kriegszeit konnte er mit Hilfe von Dorfbewohnern in Saint-Rambert-d’Albon bei Lyon vor den deutschen Besatzern untertauchen. Nach Kriegsende wanderte er nach Palästina aus.

## Schriften (Auswahl)
- Die Sozialisierung der ärztlichen Heiltätigkeit im Verbande der Gesundheitsversicherung, Schoetz, Berlin 1920 (= Veröffentlichungen aus dem Gebiete der Medizinalverwaltung. Band 11, Heft 5).